# Teddy (plagg)
För andra betydelser, se teddy.

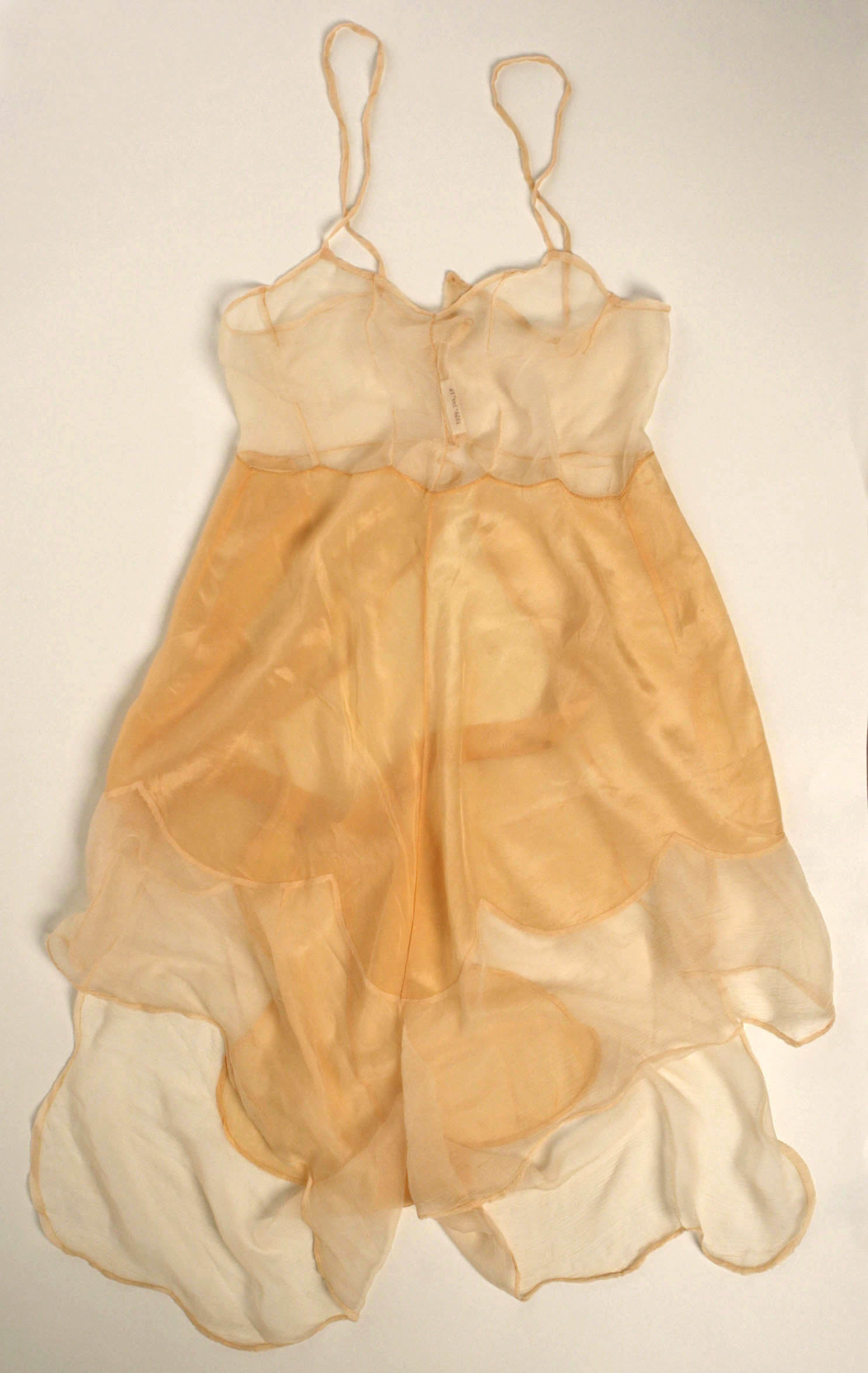
Teddy.

Teddy är en äldre variant av damunderplagget body. Teddyn är ett slags combination för kvinnor bestående av ett kort linne till midjan i ett med trosor, med eller utan resår i midjan. En sådan teddy var vanlig under 1920- och 1930-talen, men den återkom på 1980-talet. Benämningen kommer troligen av att teddyn var mjuk, precis som en teddybjörn. I Sverige kallas teddy ibland även för body. En skillnad är att en teddy satt löst medan en body är åtsittande. 

## Teddiette
Teddiette (diminutiv av teddy) är ett underplagg som utvecklats ur teddyn, men som till skillnad från denna saknar gren och är försedd med strumpeband. Den tillverkas vanligtvis i spets eller satin.